# San Juan megye (Washington)
San Juan megye az Amerikai Egyesült Államokban, azon belül Washington államban található. Megyeszékhelye és legnagyobb városa Friday Harbor. Lakosainak száma 17 788 fő (2020. április 1.).

## Szomszédos megyék
- Whatcom megye (északkelet)
- Skagit megye (kelet)
- Island megye (délkelet)
- Jefferson megye (dél)
- Clallam megye (délnyugat)
- Capital Regional District (nyugat)

## Népesség
A megye népességének változása:
| Lakosok száma | 15 757 | 15 793 | 15 791 | 15 875 | 16 252 | 17 788 |
|               | 2010   | 2011   | 2012   | 2013   | 2015   | 2020   |